# Varanus beccarii
El varano de Beccari (Varanus beccarii) es una especie de escamoso de la familia Varanidae.

## Distribución geográfica
Es endémica de las islas Aru (Indonesia).